# Taxi da battaglia
Taxi da battaglia (Battle Taxi) è un film del 1955 diretto da Herbert L. Strock.